# VK Primorje

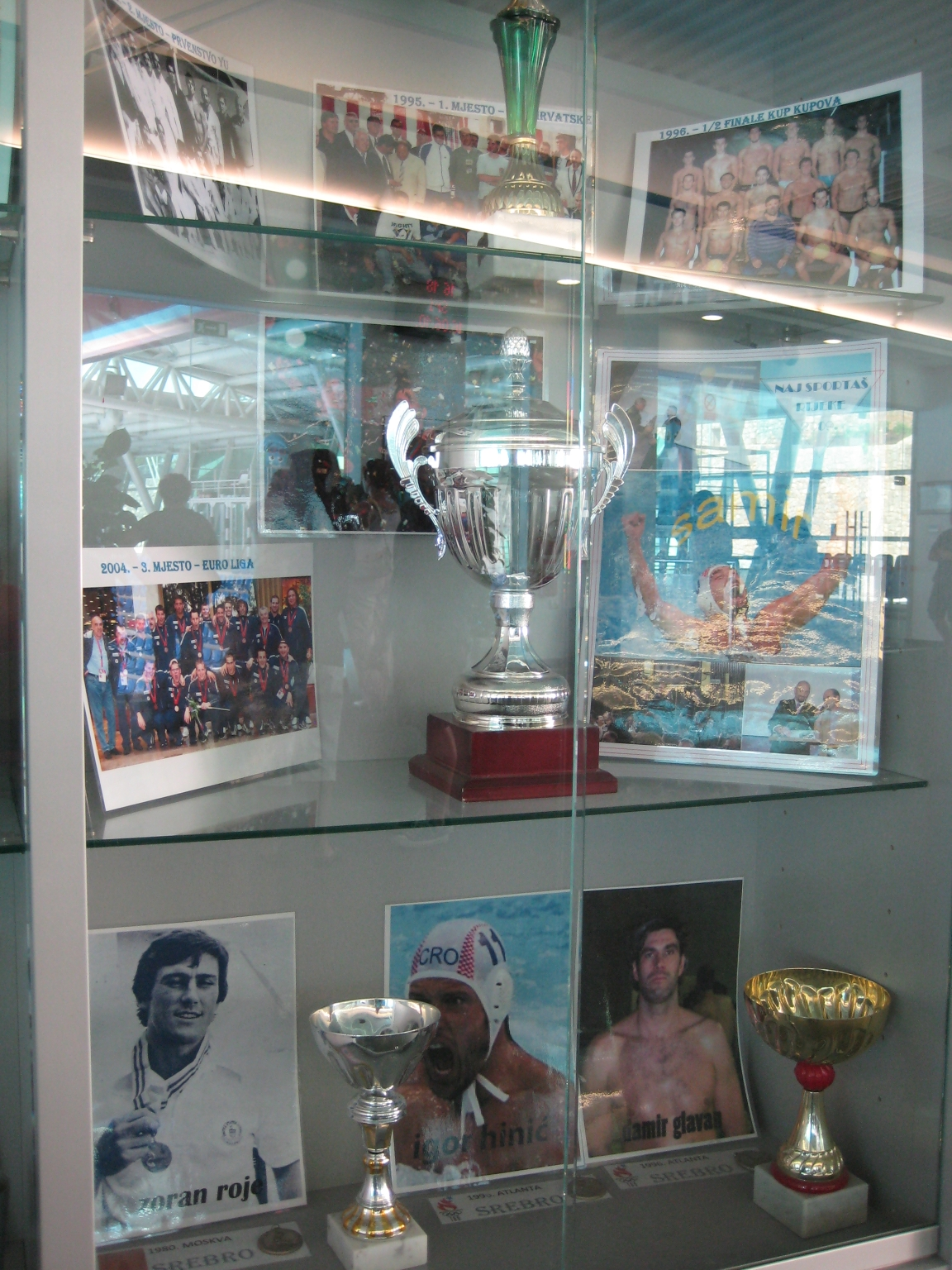
Zoran Rojes, Igor Hinićs och Damir Glavans olympiska silvermedaljer i VK Primorjes vitrinskåp.

VK Primorje Erste Bank är en vattenpoloklubb i Rijeka i Kroatien som spelar i den högsta kroatiska serien för herrar Prva hrvatska vaterpolo liga och i Adriatiska ligan i vattenpolo. Klubben grundades 1908 som Victoria.